# Oxytate leruthi
Oxytate leruthi es una especie de araña cangrejo del género Oxytate, familia Thomisidae. Fue descrita científicamente por Lessert en 1943.

## Distribución
Esta especie se encuentra en África Occidental y Central.

## Tratamiento taxonómico
La especie aparece registrada y publicada en Araignées du Congo belge (Troisième partie). Revue Suisse de Zoologie 50(3): 305–338.